# Nils Fabiansson
Nils Erik Fabiansson, född 18 maj 1967 i Vrigstads församling i Jönköpings län, är en svensk journalist och författare. Han är son till konstnären Ture Fabiansson.
Efter Finnvedsgymnasiet i Värnamo har han bedrivit studier vid Södra Vätterbygdens Folkhögskola i Jönköping och vid Stockholms universitet. Han är redaktionssekreterare för Historisk tidskrift.
Nils Fabiansson författardebuterade år 2007 med Das Begleitbuch zu Ernst Jünger In Stahlgewittern och gav år 2014 ut sin andra bok Historien om Västfronten: i spåren av första världskriget. År 2018 publicerades hans tredje bok, Svenskarna i första världskriget.